# Kumtag

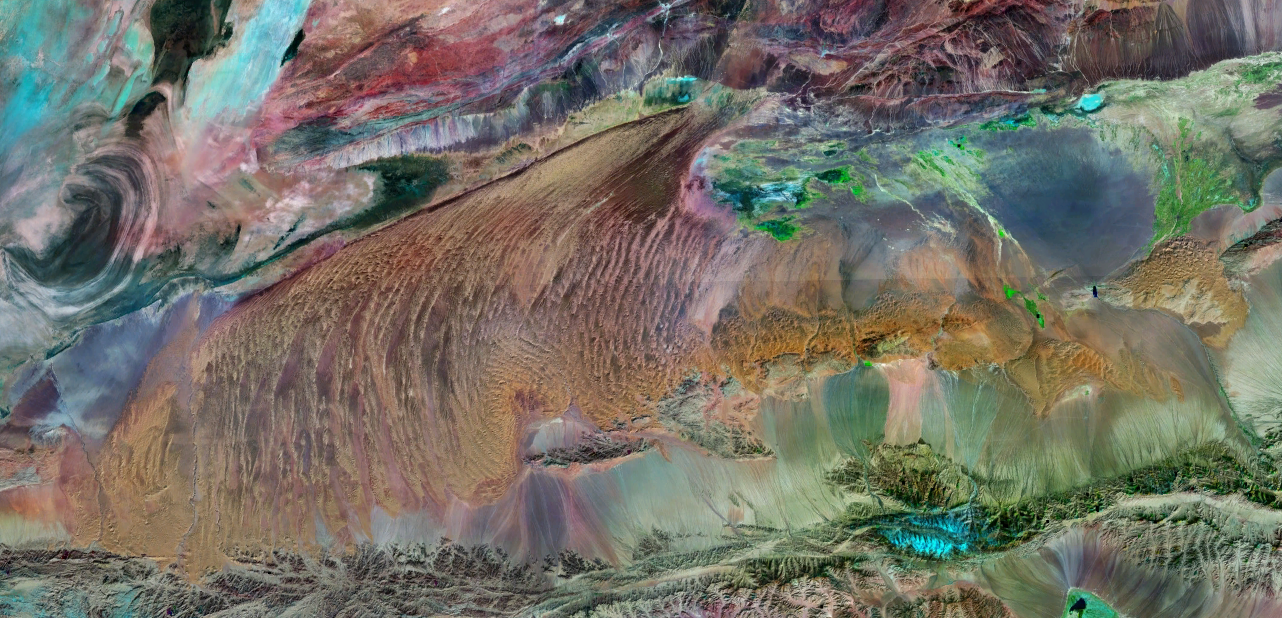
Zdjęcie satelitarne: w środku pustynia Kumtag, po lewej jezioro Lob-nor

Kumtag (chiń.: 库姆塔格沙漠; pinyin: Kùmǔtǎgé Shāmò) – piaszczysta pustynia położona w północno-zachodnich Chinach, w Sinciangu, na południowy wschód od jeziora Lob-nor, granicząca na południu z górami Ałtyn-Tag. Obejmuje powierzchnię ok. 22 900 km². W 2002 roku obszar objęto ochroną i utworzono na nim park narodowy, który następnie powiększono w 2007 roku.